# Yankeecylinder

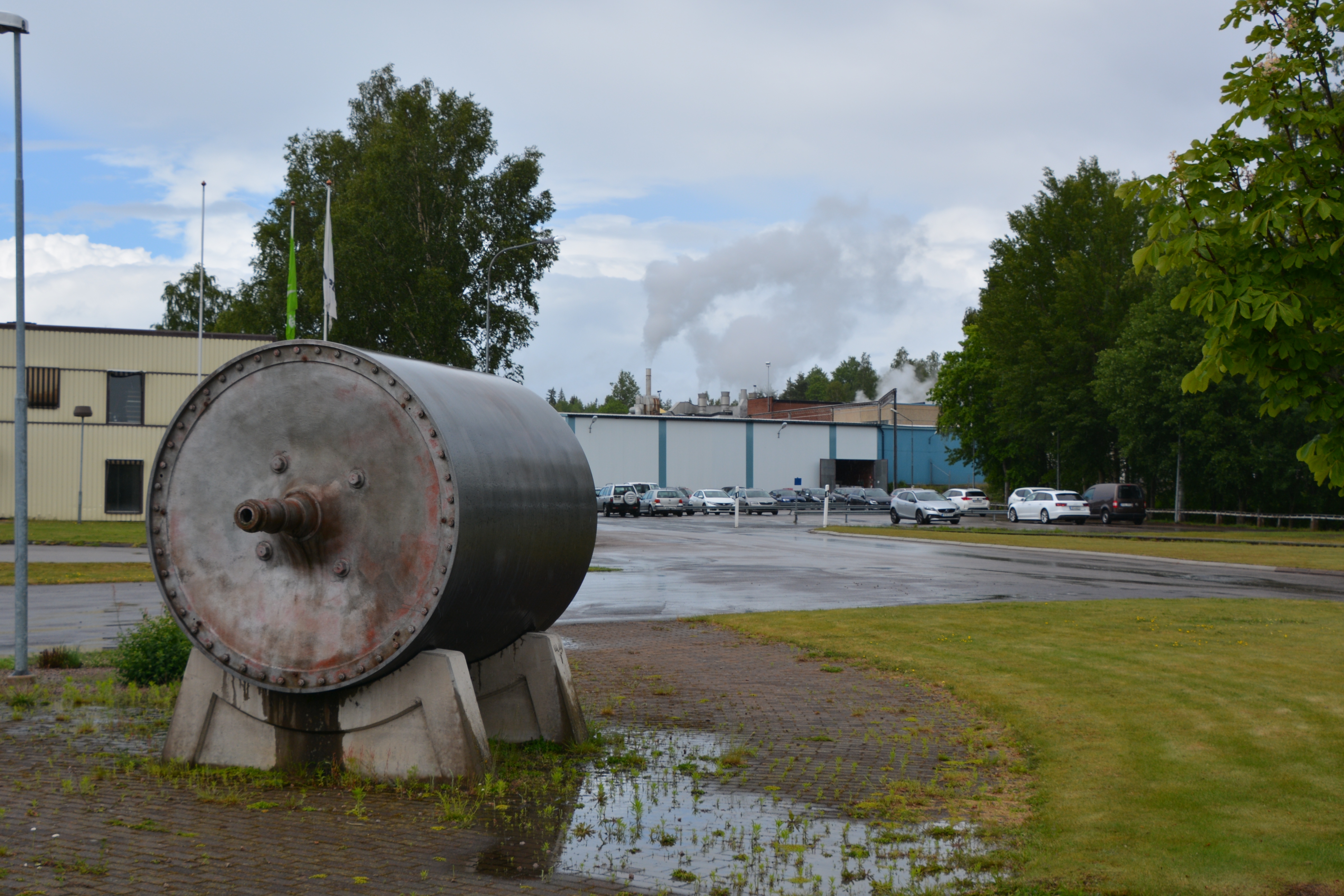
En äldre yankeecylinder utanför Pauliströms bruk

En yankeecylinder är en stor torkcylinder för torkning av vissa papperskvaliteter, speciellt mjukpapper och vissa pappersslag såsom maskinglättat papper. Cylindern värms inifrån med ånga vid övertryck (ca 400 kPa öt vid drygt 140 oC) och bildat kondensat avleds kontinuerligt. 
På en yankeecylinder ökar papperets torrhalt från drygt 40 till knappt 90 procent. Vid utnyttjande av yankeecylinder för tillverkning av papper med högre ytvikter (över ca 35 g/m2) krävs oftast mer torkkapacitet än vad enbart yankeecylindern erbjuder. I sådana fall adderas ofta ett antal (4-10) konventionella torkcylindrar (med mindre diameter) efter yankeecylindern. Full torkning till torrhaltsnivån 90 procent uppnås härvid först efter de konventionella torkcylindrarna. Men yankeecylindern kan också förses med infraröd-uppvärmning från utsidan för att ytterligare höja torkkapaciteten.
För tillverkning av kräppat papper utnyttjas en så kallad schaberklinga (engelska "doctor blade"), som "skrapar" det torkade papperet från cylinderns yta, vilket skapar kräppningseffekten. Detta tillämpas speciellt för mjukpapper och möjliggörs av de låga ytvikter, som dessa ark tillverkas med (14–25 g/m2).
För tillverkning av maskinglättat papper (MG-papper) utnyttjas yankeecylinder med högpolerad yta, också kallad MG-cylinder. När papperet, som ska torkas, kommer i kontakt med den upphettade ytan på den högpolerade cylindern tillräckligt länge plasticeras ytfibrerna, vilket ger arksidan mot cylindern en önskad glättighet. Blekt MG-papper används till exempel för förpackningar för livsmedel och hygienprodukter. Oblekt MG kraftliner kan till exempel användas för bärkassar, kuvert och för mellanläggspapper för glas- och stålskivor.
Ibland måste cylindern sprayas med ämnen som bidrar till att få papperet att fästa bättre mot ytan. 
Yankeecylindrar tillverkas vanligen av gjutjärn och har oftast en diameter på 5-7 m, medan konventionella torkcylindrar sällan har diametrar över två meter. Cylinderns bredd är något större än papperets bredd. Yankeecylindrar är därmed tunga (upp emot 100 ton) och komplicerade att gjuta. Antalet gjuterier i världen, som kan gjuta yankeecylindrar, är därför begränsat. Sedan några tiotal år tillverkas också yankeecylindrar av stål, och nya yankeemaskiner är vanligen försedda med sådana lättare komponenter.